# Marsilea batardae
Marsilea batardae är en klöverbräkenväxtart som beskrevs av Georg Oskar Edmund Launert. Marsilea batardae ingår i släktet Marsilea och familjen Marsileaceae.

IUCN kategoriserar arten globalt med starkt hotad (EN). Inga underarter finns listade.